# Kāvand
Kāvand (persiska: كاوَندِ دَرويشان, كاوند) är en ort i Iran.   Den ligger i provinsen Chahar Mahal och Bakhtiari, i den centrala delen av landet, 400 km söder om huvudstaden Teheran. Kāvand ligger 1 548 meter över havet och antalet invånare är 396.
Terrängen runt Kāvand är kuperad österut, men västerut är den bergig. Kāvand ligger nere i en dal. Runt Kāvand är det ganska glesbefolkat, med 26 invånare per kvadratkilometer. Närmaste större samhälle är Ardal, 14,6 km nordost om Kāvand. Trakten runt Kāvand består i huvudsak av gräsmarker.